# Ol'ha Žovnir
Ol'ha Bohdanivna Žovnir (in ucraino Ольга Богданівна Жовнір?; Ostroh, 8 giugno 1989) è una schermitrice ucraina, vincitrice di una medaglia d'oro nella scherma ai giochi olimpici.

## Palmarès
In carriera ha conseguito i seguenti risultati:
- Giochi Olimpici:

Pechino 2008: oro nella sciabola a squadre.
- Mondiali di scherma

Antalia 2009: oro nella sciabola a squadre.
Parigi 2010: argento nella sciabola a squadre.
Catania 2011: argento nella sciabola a squadre.
Kiev 2012: argento nella sciabola a squadre.
- Europei di scherma

Lipsia 2010: oro nella sciabola a squadre.
Sheffield 2011: argento nella sciabola a squadre.
Legnano 2012: argento nella sciabola a squadre.